# 激☆店
激☆店（げきてん）は、BS-i（現BS-TBS）で2003年7月から2005年3月まで毎週木曜深夜に放送していたアニメ、ゲーム関連グッズの双方向通販番組である。また、金曜深夜に再放送していたほか、2004年1月よりTBSで毎週月曜深夜(BS-iから4日遅れ)に放送していた。
番組終了後は@niftyのコンテンツとして存続したが、2005年8月末に終了した。
EPGの表記は「激☆店」だが、ウェブサイトなどでは「激★店」となっていることが多い。この記事では「激☆店」で統一する。

## 概要
- アニメ、ゲーム、声優などに関連したCD、DVD、フィギュアや模型などのグッズ類（番組内では「激レアグッズ」と呼称）を紹介・販売していた。
- グッズ紹介などBSデジタルのデータ放送を活かした通販番組だった。放送中にチューナーのリモコンのdボタンを押してデータ放送を呼び出すと、その回に販売される商品の画像や説明を見ることができた。
- 商品の注文方法として、BSデジタルの双方向通信機能、電話、ウェブサイトの3通りがあった。ただし、目玉である双方向通信機能による注文は、番組終了3分前には締め切られるため、番組終了後も注文できるほかの手段と比べて使い勝手がよいとはいえなかった。
- 既存商品の販売だけでなく、オリジナル企画CD/DVDや同人誌風出版物の制作販売や、ツアーなども行われた。
- ファミリーレストランをモチーフにしており、店長とメイド服のコスチュームを着た店員が、アニメやゲームのグッズ紹介、ゲストを呼んでのトークをした。なお、実際に都内に実在するファミリーレストランで収録していた。

## 出演者

### 店長
小林治
いつもiBookを弄っている、店員の暴走やボケを突っ込んだりしている。

### 店員
激☆娘（げきにゃん）と呼ばれる。
放送１～５回までは全員同じクラッシクメイドをイメージした黒の制服だったが、６回以降はそれぞれ色違いの制服となった。
新制服デザインは出演者である新谷良子さんのイラストが原案となり、多少のアレンジを加えられた。
- 山本麻里安
  - 司会進行役。制服はブルー。
- 新谷良子
  - 司会進行役。制服はピンク。
- 三重野瞳
  - 司会進行役。制服はオレンジ。

『あかほり外道アワーらぶげ』第3話はこの番組のパロディになっており、激☆娘の3人もキャラクターとなって登場している。

### OPナレーション
中期のOPで店長の一言に対しボケる店員3人につっこむナレーター。
- 八奈見乗児
  - 初代ナレーション。
- 神谷明
  - 2代目ナレーション。ちなみに神谷当人はナレーションになる少し前に顔出し出演をしたことがある。
- 野沢雅子
  - 3代目ナレーション。
- 服巻浩司
  - 4代目ナレーション。ただし、OP以外のナレーションは番組開始当初から服巻が担当していた。

### その他
- 小清水亜美
  - 下記コーナー参照。
- 杉本星太郎
  - 激☆店の『☆』の名前。名付け親：三重野瞳さん

## コーナー
激店企画会議
店員が商品のアイディアを出し合ったり、制作会社を訪問して商品を調達したりする。
激店ゲストコーナー
声優や歌手をゲストに招いてのトーク。また、ゲストに関連した商品を紹介する。
サインやポスターなどの特典がつくことが多い。ゲストによっては、時間を拡大した放送分があった。
　出演ゲスト(情報源：激★店　放送記録＆ゲストデータ)
＊放送当時の名義にて表記されています。
| 回数 | ゲスト                                                    | 放送日(BS-i)  |
| ---- | --------------------------------------------------------- | ------------- |
| 1    | 山本麻里安                                                | 2003年7月17日 |
| 2    | 新谷良子                                                  | 7月24日       |
| 3    | 徳永愛                                                    | 7月31日       |
| 4    | 飯塚雅弓                                                  | 8月7日        |
| 5    | 三重野瞳                                                  | 8月14日       |
| 6    | 後藤沙緒里・倉澤薫・秋山莉奈                              | 8月21日       |
| 7    | ゲッチュー学園(如月めぐみ・高林愛・植村真子・華彩なな)    | 9月28日       |
| 8    | 佐藤裕美                                                  | 9月4日        |
| 9    | 桃井はるこ・UNDER17(桃井はるこ・小池雅也)                 | 9月11日       |
| 10   | 川澄綾子                                                  | 9月18日       |
| 11   | 真田アサミ                                                | 9月25日       |
| 12   | 長澤奈央                                                  | 10月2日       |
| 13   | 岩佐真悠子・西田美歩                                      | 10月9日       |
| 14   | 生天目仁美                                                | 10月16日      |
| 15   | 門脇舞                                                    | 10月23日      |
| 16   | ちゃぷ                                                    | 10月30日      |
| 17   | 猪口有佳・生天目仁美                                      | 11月6日       |
| 18   | 野川さくら                                                | 11月13日      |
| 19   | 折笠富美子・大原さやか                                    | 11月20日      |
| 20   | 中原麻衣・清水愛                                          | 11月27日      |
| 21   | 水樹奈々                                                  | 12月4日       |
| 22   | 有島モユ・仲西環                                          | 12月11日      |
| 23   | 小枝                                                      | 12月18日      |
| 24   | 【忘年会】                                                | 12月25日      |
| 25   | 【お正月スペシャル】                                      | 2004年1月1日  |
| 26   | DROPS(國府田マリ子・神田朱未)                             | 1月8日        |
| 27   | 桃井はるこ                                                | 1月15日       |
| 28   | 折笠富美子                                                | 1月22日       |
| 29   | 下川みくに                                                | 1月29日       |
| 30   | 鈴木繭菓                                                  | 2月5日        |
| 31   | 優木まおみ                                                | 2月12日       |
| 32   | 長澤奈央                                                  | 2月19日       |
| 33   | 嘉陽愛子                                                  | 2月26日       |
| 34   | 原史奈                                                    | 3月4日        |
| 35   | 日向めぐみ                                                | 3月11日       |
| 36   | 田村ゆかり                                                | 3月18日       |
| 37   | 植田佳奈                                                  | 3月25日       |
| 38   | 水野愛日                                                  | 4月1日        |
| 39   | 徳永愛                                                    | 4月8日        |
| 40   | 斎藤千和                                                  | 4月15日       |
| 41   | 嘉陽愛子                                                  | 4月22日       |
| 42   | 清水香里                                                  | 4月29日       |
| 43   | 影山ヒロノブ                                              | 5月6日        |
| 44   | 小枝                                                      | 5月13日       |
| 45   | 【総集編】                                                | 5月20日       |
| 46   | 萩野崇・かかずゆみ                                        | 5月27日       |
| 47   | 牧島有希                                                  | 6月3日        |
| 48   | 能登麻美子                                                | 6月10日       |
| 49   | 千葉紗子                                                  | 6月17日       |
| 50   | 村田あゆみ                                                | 6月24日       |
| 51   | 真田アサミ                                                | 7月1日        |
| 52   | DROPS(國府田マリ子・金田朋子・神田朱未・野中藍・白石涼子) | 7月8日        |
| 53   | 久保亜紗香                                                | 7月15日       |
| 54   | 広橋涼                                                    | 7月22日       |
| 55   | 【総集編】                                                | 7月29日       |
| 56   | 石原絵里子                                                | 8月5日        |
| 57   | 【総集編】                                                | 8月12日       |
| 58   | 小清水亜美                                                | 8月19日       |
| 59   | 植田佳奈                                                  | 8月26日       |
| 60   | 浅野真澄                                                  | 9月2日        |
| 61   | 森久保祥太郎                                              | 9月7日        |
| 62   | 榎本温子                                                  | 9月16日       |
| 63   | JAM Project(影山ヒロノブ・遠藤正明・奥井雅美)             | 9月23日       |
| 64   | 有島モユ                                                  | 9月30日       |
| 65   | 福井裕佳梨                                                | 10月7日       |
| 66   | 【総集編】                                                | 10月14日      |
| 67   | 伊月ゆい                                                  | 10月21日      |
| 68   | 野田順子                                                  | 10月28日      |
| 69   | 【総集編】                                                | 11月4日       |
| 70   | 野川さくら                                                | 11月11日      |
| 71   | 力丸乃りこ                                                | 11月18日      |
| 72   | 清水愛                                                    | 11月25日      |
| 73   | 飯塚雅弓                                                  | 12月2日       |
| 74   | 茅原実里                                                  | 12月9日       |
| 75   | 桃井はるこ                                                | 12月16日      |
| 76   | 小清水亜美                                                | 12月23日      |
| 77   | ※再放送（76）                                             | 12月30日      |
| 78   | 【総集編】                                                | 2005年1月6日  |
| 79   | tiaraway(千葉紗子・南里侑香)                              | 1月13日       |
| 80   | 松来未祐                                                  | 1月20日       |
| 81   | 下屋則子                                                  | 1月27日       |
| 82   | 斎賀みつき                                                | 2月3日        |
| 83   | 【総集編】                                                | 2月10日       |
| 84   | 村田あゆみ・小林沙苗                                      | 2月17日       |
| 85   | 佐藤裕美                                                  | 2月24日       |
| 86   | 石田燿子                                                  | 3月3日        |
| 87   | 植田佳奈                                                  | 3月10日       |
| 88   | 清水愛・坂本美里                                          | 3月17日       |
| 89   | 岡本麻見                                                  | 3月24日       |
| 90   | 【ゲストなし】                                            | 3月31日       |

特選激店グッズマーケット
フィギュア、模型、Tシャツ、タオルなど視覚的要素が重要な商品を机上に陳列して紹介する。
通販刑事（つうはんデカ）亜美
BS-iで放映されている『ケータイ刑事 銭形シリーズ』をもじったミニドラマ仕立てのコーナー。通販好きの女子高生亜美（小清水亜美）が刑事となり、アニメショップで起きた事件を解決する。

## オリジナル企画・商品
- 激☆店オリジナル制服(激☆娘の制服/ピンク・オレンジ・ブルー)(2003年8月発売)
- 激☆娘オリジナル「星太郎」Ｔシャツ(ホワイト)(2003年8月発売)
- 激☆店主題歌CD「Precious time/ほしのかけら」(2003年9月発売)
- 激☆娘オリジナルＴシャツ(ホワイト)(2003年発売)
- 激☆娘オリジナルトレーナー(ブラック)(2003年発売)
- 激☆娘オリジナルパーカー(ブラック)(2003年発売)
- 激☆店スタッフジャンパー(グリーン・オレンジ・ネイビー)(2003年発売)
- 激☆店ミステリーツアー(2003年10月開催)
- 激☆店 THE DVD ～決戦! 料理の巻～(2004年2月発売)
- 激☆本(2004年8月コミックマーケット66の企業ブースにて発売)
- 激☆店ねぎらい癒しツアー(2004年9月開催)
- 激☆店 THE ドラマCD 先行特別版 ぷれしゃすしーでぃー(2004年12月コミックマーケット67の企業ブースにて発売)
- 激☆店 THE ドラマCD 松本家のとん汁(2005年3月発売)
- 激☆店 THE ドラマCD 夏の蔵出し新作特別版(2005年8月コミックマーケット68の企業ブースにて発売)

## 出張イベント
激☆店の出演者が登場するイベント(情報源：激☆本)
＊激☆本発行後は詳細不明。
| 開催日        | イベント名                                              | 場所                               |
| ------------- | ------------------------------------------------------- | ---------------------------------- |
| 2003年9月15日 | 激☆店主題歌CD「Precious time/ほしのかけら」発売イベント | アニメイト池袋店                   |
| 10月5日～6日  | 激☆店ミステリーツアー                                   | 白河 関の里                        |
| 2004年1月18日 | 激☆店リアル店舗出展inブロッコリー祭り                   | 池袋サンシャインシティ 展示ホールA |
| 2月21日       | 激☆店イベント                                           | 竹芝KIARA                          |
| 3月7日        | 激☆店 THE DVD ～決戦! 料理の巻～発売イベント            | アニメイト池袋店                   |
| 3月7日        | 激☆店 THE DVD ～決戦! 料理の巻～発売イベント            | 秋葉原アソビットシティ             |
| 9月19日～20日 | 激☆店ねぎらい癒しツアー                                 | くろばねスプリングス               |